# Trilha sonora de Beverly Hills, 90210
A trilha sonora de Beverly Hills 90210 (Brasil: Barrados no Baile / Portugal: Febre em Beverly Hills) uma série de televisão norte-americana de drama adolescente criada por Darren Star e produzida por Aaron Spelling sob sua companhia de produção Spelling Television. A série teve dez temporadas exibidas pela Fox de 4 de outubro de 1990 a 17 de maio de 2000, e é o programa mais longo produzido por Spelling.
Ao longo de suas temporadas, foram lançadas três trilhas sonoras pelas gravadoras norte-americanas: Warner Records, Giant Records e Rhino Entertainment. Alguns dos álbuns foram lançados no Brasil, na década de 1990, na época a Rede Globo transmitia a série.

## Beverly Hills, 90210: The Soundtrack
Beverly Hills, 90210: The Soundtrack é a trilha sonora da série de televisão norte-americana Beverly Hills, 90210. Foi lançado em 20 de outubro de 1992, em vários formatos. O álbum contém doze faixas, com três singles lançados comercialmente, o primeiro foi "Saving Forever for You" interpretado por  Shanice, e o segundo "The Right Kind of Love" por Jeremy Jordan, ambos lançados em 1992. O último single "Love Is" é um dueto de Vanessa Williams com Brian McKnight, lançado em 1993. Segundo a Nielsen SoundScan, em 1992, a trilha sonora vendeu cerca de 490 mil unidades nos Estados Unidos, atingido o 76.º lugar na Billboard 200, no mesmo ano.

### Lista de faixas
| Beverly Hills, 90210: The Soundtrack – Edição padrão |                                          |                                          |                                    |         |  |
| N.º                                                  | Título                                   | Compositor(es)                           | Intérprete(s)                      | Duração |  |
| 1.                                                   | "Bend Time Back Around"                  | Elliot Wolff                             | Paula Abdul                        | 3:57    |  |
| 2.                                                   | "Got 2 Have U"                           | Color Me Badd Howard Thompson            | Color Me Badd                      | 3:57    |  |
| 3.                                                   | "The Right Kind of Love"                 | Lotti Golden Robbie Nevil Tommy Faragher | Jeremy Jordan                      | 4:47    |  |
| 4.                                                   | "Love Is"                                | John Keller Tonio K. Michael Caruso      | Vanessa L. Williams Brian McKnight | 4:44    |  |
| 5.                                                   | "Just Wanna Be Your Friend"              | Amen King Zen Punk                       | Puck & Natty                       | 3:52    |  |
| 6.                                                   | "Let Me Be Your Baby"                    | Geoffrey Williams Pete Glenister         | Geoffrey Williams                  | 4:56    |  |
| 7.                                                   | "Saving Forever for You"                 | Diane Warren                             | Shanice                            | 4:30    |  |
| 8.                                                   | "All the Way to Heaven"                  | Diane Warren                             | Jody Watley                        | 4:12    |  |
| 9.                                                   | "Why" (com participação de Cathy Dennis) | Cathy Dennis Danny Poku                  | D Mob                              | 4:57    |  |
| 10.                                                  | "Time to Be Lovers"                      | K. Miller Tom Snow                       | Michael McDonald Chaka Khan        | 4:47    |  |
| 11.                                                  | "Action Speaks Louder than Words"        | K. Miller Tom Snow                       | Tara Kemp                          | 3:56    |  |
| 12.                                                  | "Theme From Beverly Hills, 90210"        | John Davis John E.                       | John Davis                         | 3:07    |  |
| Duração total:                                       | Duração total:                           | Duração total:                           | Duração total:                     | 51:39   |  |

## Beverly Hills, 90210: The College Years
Beverly Hills, 90210: The College Years é a segunda trilha sonora da série de televisão norte-americana Beverly Hills, 90210. Foi lançado em 20 de setembro de 1994, durante a quinta temporada da série, e distribuído pelas gravadoras Giant e Warner Bros. Records.